# Suareziella montana
Suareziella montana är en insektsart som beskrevs av Mamet 1954. Suareziella montana ingår i släktet Suareziella och familjen skålsköldlöss.
Artens utbredningsområde är Madagaskar. Inga underarter finns listade i Catalogue of Life.